# Rem als Jocs Olímpics d'estiu de 2008
La competició de rem en els Jocs Olímpics de Pequín 2008 es va disputar entre el 9 i el 17 d'agost de 2008. Els esdeveniments esportius d'aquesta especialitat es van dur a terme en el Parc Olímpic de Rem-Piragüisme de Shunyi.

## Resultats

### Categoria masculina
| Prova                                          | Or | Plata | Bronze |
| Scull individual (M1X) 16 d'agost              | Olaf Tufte | Ondřej Synek | Mahe Drysdale |
| Doble scull (M2X) 16 d'agost                   | Austràlia · Scott Brenan · David Crawshay | Estònia · Tõnu Endrekson · Jüri Jaanson | Regne Unit · Stephen Rowbotham · Matthew Wells |
| Quàdruple scull (M4X) 17 d'agost               | Polònia · Michał Jeliński · Marek Kolbowicz · Adam Korol · Konrad Wasielewski                                                                    | Itàlia · Luca Agamennoni · Rossan Galtarossa · Simone Raineri · Simone Venier                                                                              | França · Julien Bahain · Cédric Berrest · Jonathan Coeffic · Pierre-Jean Peltier                                                                              |
| Dos sense timoner (M2-) 16 d'agost             | Austràlia · Duncan Free · Drew Ginn | Canadà · David Calder · Scott Frandsen | Nova Zelanda · George Bridgewater · Nathan Twaddle |
| Quatre sense timoner (M4-) 16 d'agost          | Regne Unit · Tom James · Pete Reed · Andrew Triggs Hodge · Steve Williams                                                                        | Austràlia · Francis Hegerty · James Marburg · Cameron McKenzie-McHarg · Matt Ryan                                                                          | França · Germain Chardin · Julien Despres · Dorian Mortelette · Benjamin Rondeau                                                                              |
| Vuit amb timoner (M8+) 17 d'agost              | Canadà · Andrew Byrnes · Kyle Hamilton · Malcolm Howard · Kevin Light · Adam Kreek · Ben Rutledge · Dominic Seiterle · Jake Wetzel · Brian Price | Regne Unit · Richard Egington · Alastair Heathcote · Matt Langridge · Tom Lucy · Alex Patridge · Colin Smith · Tom Stallard · Josh West · Hacer Nethercott | Estats Units · Wyatt Allen · Micah Boyd · Steven Coppola · Beau Hoppman · Josh Inman · Matt Schnobrich · Bryan Volpenhein · Daniel Walsh · Marcus Mc Elhenney |
| Doble scull lleuger (LM2X) 17 d'agost          | Regne Unit · Mark Hunter · Zac Purchase | Grècia · Dimitrios Mougios · Vasileios Polymeros | Dinamarca · Rasmus Hansen · Mads Reinholdt Rasmussen |
| Quatre sense timoner lleuger (LM4-) 17 d'agost | Dinamarca · Mads Christian Andersen · Eskild Ebbesen · Thomas Ebert · Morten Jørgensen                                                           | Polònia · Miłos Bernatajtys · Łukasz Pawłlowski · Bartłomiej Pawełczak · Paweł Rańda                                                                       | Canadà · Jon Beare · Ian Brambell · Mike Lewis · Liam Parsons                                                                                                 |

### Categoria femenina
| Prova                                 | Or | Plata | Bronze |
| Scull individual (W1X) 16 d'agost     | Rumiana Neikova | Michelle Guerette | Katsiarina Karsten |
| Doble scull (W2X) 16 d'agost          | Nova Zelanda · Carolina Evers-Swindelle · Georgina Evers-Swindelle                                                                                | Alemanya · Christiane Huth · Annekatrin Thiele | Regne Unit · Anna Bebington · Elise Laverick |
| Quàdruple scull (W4X) 17 d'agost      | R.P. de la Xina · Jin Ziwei · Tang Bin · Xi Aihua · Zhang Yangyang                                                                                | Regne Unit · Debbie Flood · Katherine Grainger · Frances Houghton · Annie Vernon | Alemanya · Kathrin Boron · Manuela Lutze · Britta Oppelt · Stephanie Schiller                                                                                            |
| Dos sense timoner (W2-) 16 d'agost    | Romania · Georgeta Andrunache · Viorica Susanu | R.P. de la Xina · Gao Yulan · Wu You | Belarús · Yuliya Bichyk · Natallia Helakh |
| Vuit amb timoner (W8+) 17 d'agost     | Estats Units · Erin Cafaro · Anne Cummins · Caryn Davis · Susan Francia · Anna Goodale · Caroline Lind · Elle Logan · Linsay Shoop · Mary Whipple | Països Baixos · Annamiek de Haan · Femke Dekker · Nienke Kingma · Roline Repelaer van Driel · Sarah Siegelaar · Marlies Smulders · Helen Tanger · Annemarieke van Rumpt · Ester Workel | Romania · Georgeta Andrunache · Eniko Barabas · Constanța Burcică · Doina Ignat · Ioana Cristina Papuc · Simona Muşat · Rodica Şerban · Viorica Susanu · Elena Georgescu |
| Doble scull lleuger (LW2X) 17 d'agost | Països Baixos · Kirsten van der Kolk · Marit van Eupen                                                                                            | Finlàndia · Minna Nieminen · Sanna Sten | Canadà · Tracy Cameron · Melanie Kok |

## Medaller
| Posició | País            | Or | Argent | Bronze | Total |
| 1       | Regne Unit      | 2  | 2      | 2      | 6     |
| 2       | Austràlia       | 2  | 1      | 0      | 3     |
| 3       | Canadà          | 1  | 1      | 2      | 4     |
| 4       | Estats Units    | 1  | 1      | 1      | 3     |
| 5       | R.P. de la Xina | 1  | 1      | 0      | 2     |
| 5       | Països Baixos   | 1  | 1      | 0      | 2     |
| 5       | Polònia         | 1  | 1      | 0      | 2     |
| 8       | Nova Zelanda    | 1  | 0      | 2      | 3     |
| 9       | Dinamarca       | 1  | 0      | 1      | 2     |
| 9       | Romania         | 1  | 0      | 1      | 2     |
| 11      | Bulgària        | 1  | 0      | 0      | 1     |
| 12      | Noruega         | 0  | 1      | 0      | 1     |
| 13      | Alemanya        | 0  | 1      | 1      | 2     |
| 14      | Estònia         | 0  | 1      | 0      | 1     |
| 14      | Finlàndia       | 0  | 1      | 0      | 1     |
| 14      | Grècia          | 0  | 1      | 0      | 1     |
| 14      | Itàlia          | 0  | 1      | 0      | 1     |
| 14      | Txèquia         | 0  | 1      | 0      | 1     |
| 19      | Belarús         | 0  | 0      | 2      | 2     |
| 19      | França          | 0  | 0      | 2      | 2     |